# 고왕산
고왕산(高旺山)은 대한민국 경기도 연천군 왕징면에 위치한 산이다. 높이는 355m이다.